# Vasilije Micić
Vasilije Micić (en alphabet cyrillique serbe : Василије Мицић), né le 13 janvier 1994 à Kraljevo en Serbie, est un joueur serbe de basket-ball évoluant au poste de meneur voire d'arrière.

## Biographie
Micić participe au Championnat d'Europe des 18 ans et moins en 2011 avec la Serbie. La Serbie est battue en finale par l'Espagne. Micić est nommé dans l'équipe-type du championnat avec son compatriote Nenad Miljenović, le Polonais Przemysław Karnowski, les Espagnols Álex Abrines et Daniel Díez. En moyenne, Micić marque 10,1 points (47,8 % d'adresse à deux points et 29,4 % à trois points), fait 4,3 passes décisives et prend 4,2 rebonds.
Micić participe au Championnat du monde des 19 ans et moins en 2013. La Serbie est battue en finale par les États-Unis. Micić est nommé dans le meilleur cinq de la compétition avec les Américains Aaron Gordon et Jahlil Okafor, l'Australien Dante Exum et le Croate Dario Šarić.
En juin 2014, Micić est sélectionné en 52e position de la draft 2014 de la NBA par les 76ers de Philadelphie.
En août 2014, il signe un contrat de deux ans avec le Bayern Munich. En novembre 2014, Micić se blesse au coude et manque plusieurs semaines de compétition.
En décembre 2015, après l'élimination du Bayern de l'Euroligue, Micić retourne à l'Étoile rouge qui dispute le Top 16 de la compétition. Il y signe un contrat jusqu'à la fin de la saison et remplace Marcus Williams.
Il joue la saison 2016-2017 en Turquie, au Tofaş Spor Kulübü de Burşa.
En juin 2017, Micić signe un contrat d'un an avec le Žalgiris Kaunas.
En juin 2018, Micić rejoint l'Anadolu Efes avec lequel il signe un contrat de deux ans. Micić est nommé meilleur joueur du mois du novembre 2018 en Euroligue.
Micić réalise une excellente saison 2018-2019 en EuroLigue. Sur le plan collectif, l'Efes bat en demi-finale son rival stambouliote du Fenerbahçe. L'Efes est toutefois battu en finale par le CSKA Moscou. Micić est aussi récompensé sur le plan individuel par une sélection dans la deuxième meilleure équipe de la compétition. Fin mai, Micić prolonge avec l'Efes pour deux ans.
Il continue d'améliorer ses performances lors de la saison 2019-2020 de l'EuroLigue en compilant 14,5 points, 5,8 passes décisives et 2,5 rebonds de moyenne en 24 rencontres avant l'arrêt prématuré de la compétition en raison de la pandémie de Covid-19. À l'issue de la saison, il fait le choix d'honorer sa dernière année de contrat à l'Efes plutôt que d'attendre une potentielle offre NBA.
En mai 2021, Micić est élu meilleur joueur (MVP) de la saison 2020-2021 d'Euroligue.
Des négociations se déroulent avec la franchise NBA du Thunder d'Oklahoma City qui détient les droits de Micić pour que ce dernier vienne y jouer. Mais en juillet 2021, Micić choisit de rester à l'Anadolu Efes : il signe un contrat pour trois saisons avec le club stambouliote,.
Il signe finalement avec le Thunder d’Oklahoma City en juillet 2023 pour un contrat de 23,5 millions de dollars sur trois ans.
En février 2024, avec Tre Mann et Dāvis Bertāns, il est transféré aux Hornets de Charlotte en échange de Gordon Hayward.
En février 2025, avec Cody Martin, Micić est envoyé aux Suns de Phoenix contre Jusuf Nurkić.
Durant l'été 2025, Micić est transféré aux Hornets de Charlotte puis aux Bucks de Milwaukee. Il est ensuite coupé. Il rejoint ensuite le Hapoël Tel Aviv, club israélien qui participe à l'Euroligue. Le contrat court sur trois saisons et Micić devient le joueur le mieux payé en Europe (5 millions d'euros par an),.

## Palmarès

### En club
- Champion de Serbie 2016 avec l'Étoile rouge de Belgrade.
- Champion de la Ligue adriatique 2016 avec l'Étoile rouge de Belgrade.
- Champion de Lituanie et vainqueur de la Coupe de Lituanie en 2018 avec le Žalgiris Kaunas.
- Champion de Turquie 2019, 2021 avec l'Anadolu Efes.
- Vainqueur de l'Euroligue 2020-2021 et 2021-2022 avec l'Anadolu Efes.
- Vainqueur de la coupe de Turquie en 2022

### Sélection nationale
- Médaille d'argent au Championnat d'Europe des 18 ans et moins en 2011.
- Médaille d'argent à la Coupe du monde des 19 ans et moins en 2013.
- Médaille d'argent au Championnat d'Europe en 2017.
- Médaille de bronze aux Jeux olympiques de 2024.

### Distinctions personnelles
- MVP de la Coupe de Serbie 2014.
- Joueur du mois de novembre 2018 de EuroLigue.
- All-EuroLeague Second Team en 2019.
- All-EuroLeague First Team en 2021.
- MVP de l'Euroligue 2020-2021.
- MVP du Final four de l'Euroligue 2020-2021 et 2021-2022
- Élu dans le cinq majeur (All-EuroLeague First Team) de l'Euroligue 2020-2021
- Vainqueur du trophée Alphonso-Ford du meilleur marqueur de l'Euroligue pour la saison 2021-2022[23]
- Élu dans le deuxième cinq majeur (All-EuroLeague Second Team) de l'Euroligue 2021-2022

## Records sur une rencontre en NBA
Les records personnels de Vasilije Micić en NBA sont les suivants, :
| Type de statistique        | Saison régulière | Saison régulière           | Saison régulière |
| Type de statistique        | Record           | Adversaire                 | Date             |
| -------------------------- | ---------------- | -------------------------- | ---------------- |
| Points                     | 18               | Grizzlies de Memphis       | 10 février 2024  |
| Paniers marqués            | 8                | Grizzlies de Memphis       | 10 février 2024  |
| Paniers tentés             | 13               | Grizzlies de Memphis       | 10 février 2024  |
| Paniers à 3 points réussis | 2                | 3 fois                     | 3 fois           |
| Paniers à 3 points tentés  | 4                | 2 fois                     | 2 fois           |
| Lancers francs réussis     | 2                | 2 fois                     | 2 fois           |
| Lancers francs tentés      | 4                | Spurs de San Antonio       | 14 novembre 2023 |
| Rebonds offensifs          | -                | -                          | -                |
| Rebonds défensifs          | 2                | @ Warriors de Golden State | 16 novembre 2023 |
| Rebonds totaux             | 2                | @ Warriors de Golden State | 16 novembre 2023 |
| Passes décisives           | 9                | Grizzlies de Memphis       | 10 février 2024  |
| Interceptions              | 1                | Spurs de San Antonio       | 14 novembre 2023 |
| Contres                    | -                | -                          | -                |
| Balles perdues             | 3                | 4 fois                     | 4 fois           |
| Minutes jouées             | 26               | Grizzlies de Memphis       | 10 février 2024  |

- Double-double : 0
- Triple-double : 0

Dernière mise à jour : 17 novembre 2023